# Mario Mannucci
Mario Mannucci (1932. május 31. – 2011. december 17.) olasz rali-navigátor.

## Pályafutása
1973 és 1980 között összesen tizennégy világbajnoki versenyen navigált.
Sandro Munari társaként tizenkét futamon állt rajthoz, melyen három győzelmet szerzett. Az 1974-es Sanremo-ralin elért sikerükkel megszerezték a Lancia autógyár első rali-világbajnoki győzelmét.
Elsők lettek a kanadai versenyen is, majd a 75-ös szezonban megnyerték a Monte Carlo-ralit.

### Rali-világbajnoki győzelmei
| #  | Dátum               | Rali              | Versenyző     | Autó              | Összefoglaló |
| -- | ------------------- | ----------------- | ------------- | ----------------- | ------------ |
| 1. | 1974. október 2-5   | Sanremo-rali      | Sandro Munari | Lancia Stratos HF | Összefoglaló |
| 2. | 1974. október 16-20 | Rideau Lakes-rali | Sandro Munari | Lancia Stratos HF | Összefoglaló |
| 3. | 1975. január 15-23  | Monte Carlo-rali  | Sandro Munari | Lancia Stratos HF | Összefoglaló |